# Lynnwood
Lynnwood es una ciudad ubicada en el condado de Snohomish en el estado estadounidense de Washington. En el año 2000 tenía una población de 333.847 habitantes y una densidad poblacional de 1.710,5 personas por km².

## Geografía
Lynnwood se encuentra ubicada en las coordenadas 47°49′40″N 122°18′19″O / 47.82778, -122.30528.

## Demografía
Según la Oficina del Censo en 2000 los ingresos medios por hogar en la localidad eran de $42.814, y los ingresos medios por familia eran $51.825. Los hombres tenían unos ingresos medios de $37.395 frente a los $30.070 para las mujeres. La renta per cápita para la localidad era de $19.971. Alrededor del 9,5% de la población estaban por debajo del umbral de pobreza.